# Cathédrale Saint-Knud d'Odense
La cathédrale Saint-Knud (en danois : Odense Domkirke ou Sct. Knuds Kirke) est une église gothique située à Odense sur l'île de Fionie au Danemark. 

## Origines de la cathédrale
La cathédrale porte le nom du roi danois Knud le Saint (en danois : Knud den Hellige), reconnu comme saint par l'Église catholique.
En fuyant une révolte, le roi Knut IV de Danemark trouve refuge dans l'église de Saint-Alban, une église de bois située à Odense. Les révoltés, qui ne voulaient pas le laisser s'enfuir, le tuèrent le 10 juillet 1086 à l'intérieur de l'église, avec dix-sept de ses compagnons dont son frère Benoît. L'histoire raconte qu'il mourut agenouillé priant devant l'autel. Toutefois, ses restes qui sont toujours visibles ne semblent pas confirmer cette version. Le roi Knut IV a été frappé en bas de l'abdomen par une lance alors qu'il faisait face à un assaillant, et il a plus certainement été tué par un coup à la tête qui lui a fracturé le crâne. 
Tué dans une église par des sujets révoltés, il fut déclaré saint en 1101, principalement pour des raisons politiques, et ce contrairement aux volontés de son demi-frère et successeur, Oluf Ier de Danemark. La cathédrale Saint-Knud a été édifiée en mémoire de sa mort, mais pas exactement au même endroit où se tenait l'église originelle. Les parties les plus anciennes de la cathédrale remontent au début du XIIIe siècle.

## Historique
Lors d'une visite à Rome, le roi Éric Ier de Danemark obtient du pape Pascal II, la canonisation de son frère Knut IV, en 1101. Ses restes sont alors mis dans une châsse le jour du Vendredi saint de l'année 1101.
Après la canonisation, l'église en bois a été remplacée, dans un autre lieu, par une église construite en travertin, une roche sédimentaire calcaire. Elle a été ensuite prolongée et reconstruite aux XIVe et XVe siècles. L'église a été consacrée le 30 avril 1499. 
Ses dimensions sont de 62 mètres en longueur et 22 mètres en largeur, ce qui en fait l'une des plus vastes églises du pays. La cathédrale a été construite selon le plan de la croix latine, avec trois nefs et une tour sur la façade ouest. L'intérieur est très simple, avec des murs blanchis à la chaux. 
Parmi les œuvres d'art, on peut remarquer l'autel, datant de 1521, qui a été principalement réalisé par le sculpteur sur bois allemand Claus Berg. Il s'agit d'un triptyque richement décoré, représentant des scènes du Nouveau Testament et comprenant des sculptures de la famille de Jean Ier de Danemark. On suppose qu'une sculpture représente Jacob Dacian, un moine franciscain missionnaire au Mexique et fils possible du roi Jean Ier.
Les reliques du roi Knut IV de Danemark et de son frère Benoît sont toujours conservés dans la cathédrale. Celle-ci accueille également certains tombeaux de souverains danois et de leurs épouses.

## Nécropole royale
La cathédrale d'Odense est une nécropole royale puisque plusieurs souverains danois y sont inhumés :
1. Knut IV de Danemark, roi de Danemark (vers 1040 - 10 juillet 1086) (fils de Sven II de Danemark) ;
2. Benoît Svendsen, prince de Danemark (vers 1048 - 10 juillet 1086) (fils de Sven II de Danemark) Il fut tué le même jour que Knut IV de Danemark ;
3. Éric III de Danemark, roi de Danemark (1120 - 27 août 1146) (fils d'Hakon Sunnivasson, petit-fils d'Éric Ier de Danemark) ;
4. Jean Ier de Danemark, roi de Danemark, de Norvège et de Suède (2 février 1455 - 20 février 1513) (fils de Christian Ier de Danemark) ;
5. Christine de Saxe, reine consort de Danemark, de Norvège et de Suède (25 décembre 1461 - 8 décembre 1521) (épouse de Jean Ier de Danemark) ;
6. Christian II de Danemark, roi de Danemark, de Norvège et de Suède (1er juillet 1481 - 25 janvier 1559) (fils de Jean Ier de Danemark) ;
7. Isabelle d'Autriche, reine consort de Danemark, de Norvège et de Suède (18 juillet 1501 - 19 janvier 1526) (épouse de Christian II de Danemark) ;
8. Christine Munk, comtesse de Schleswig-Holstein (6 juillet 1598 - 19 avril 1658) (seconde épouse de Christian IV de Danemark).

## Galerie d'images

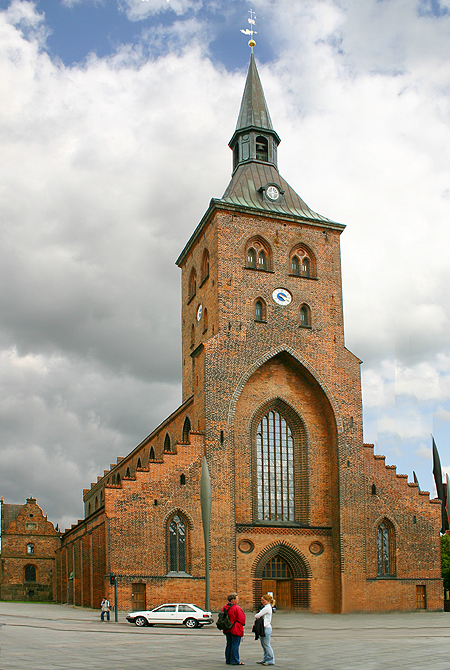
Façade de la cathédrale d'Odense.
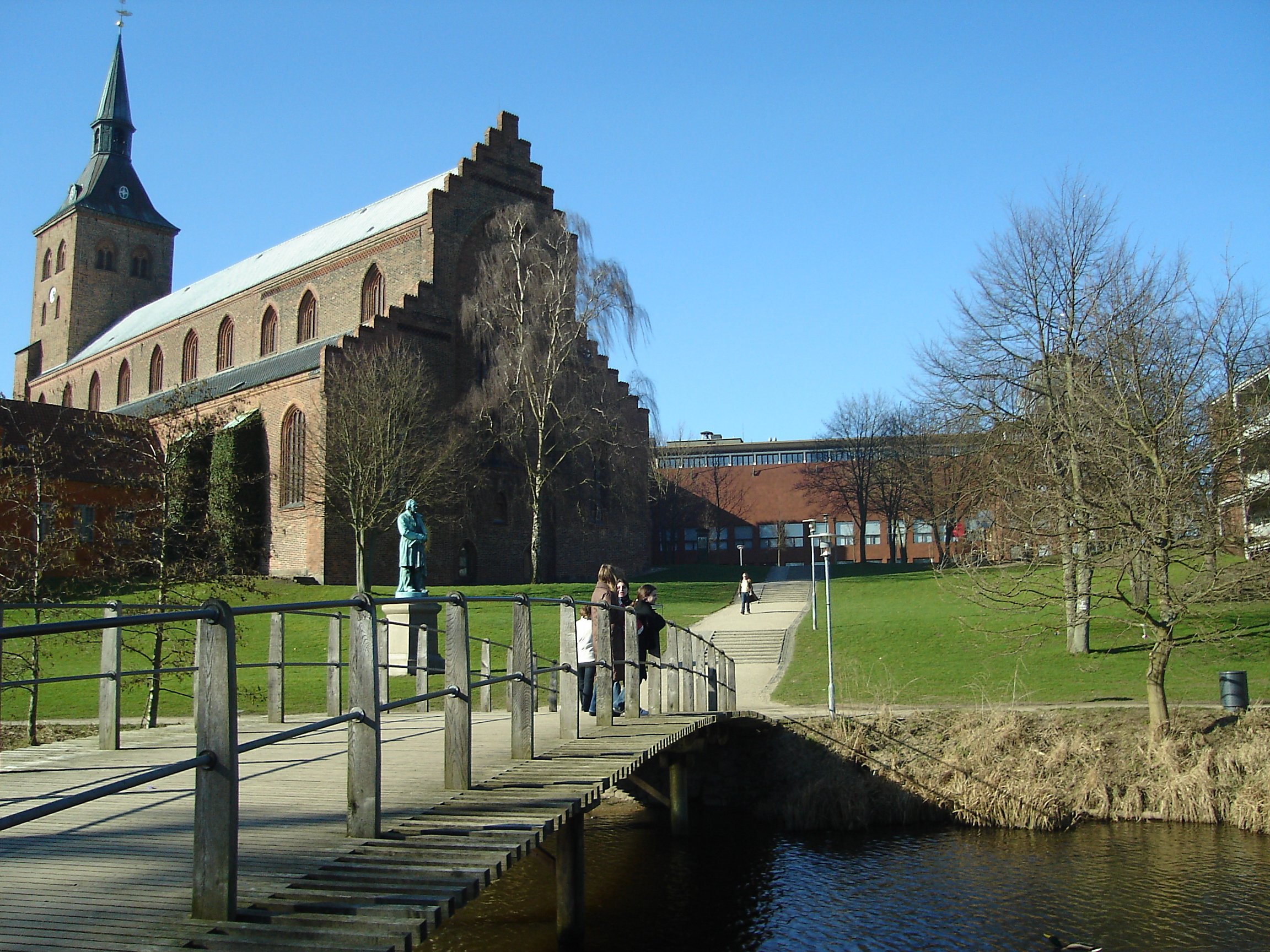
Vue extérieure.
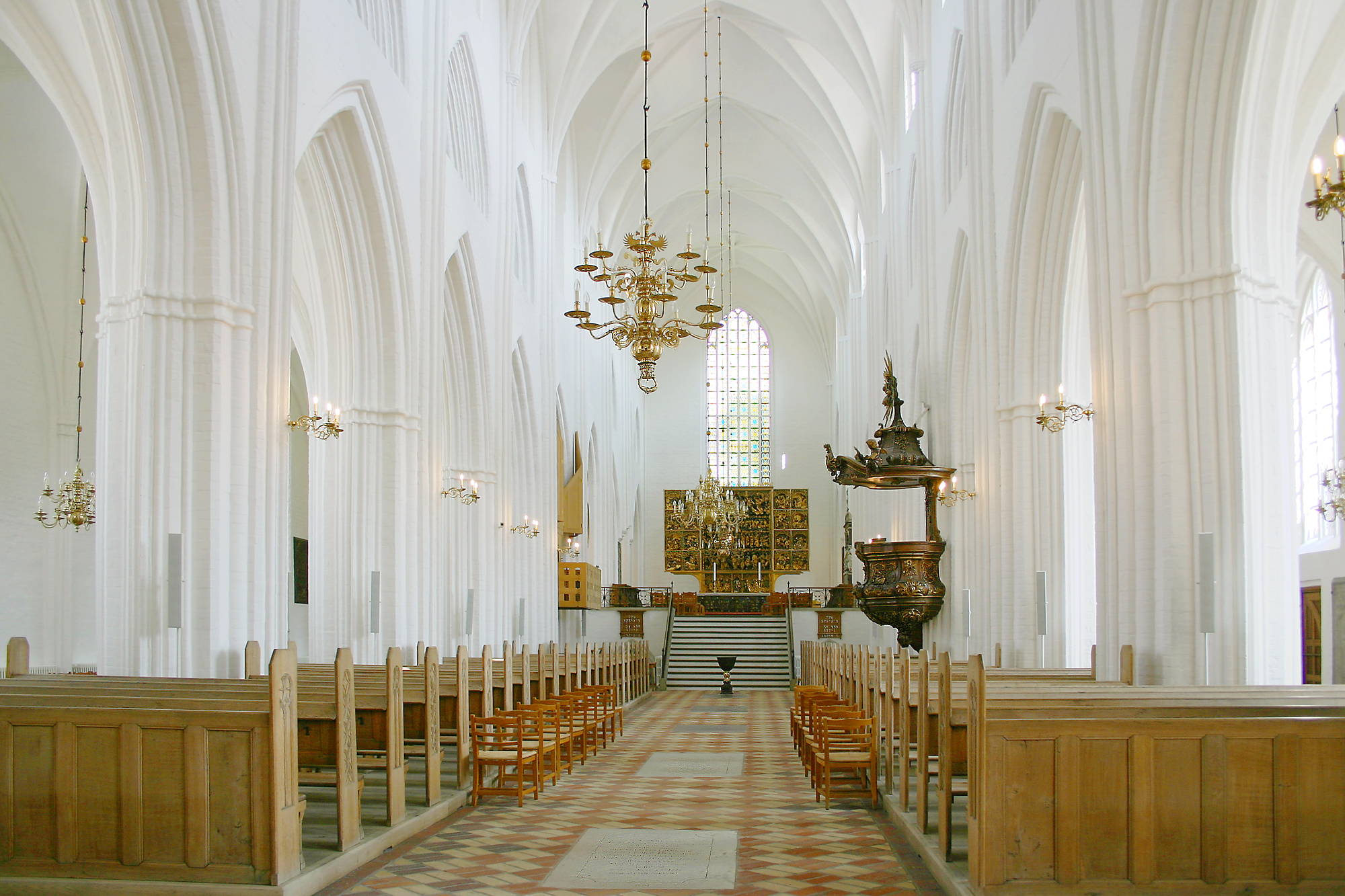
Intérieur de la cathédrale.
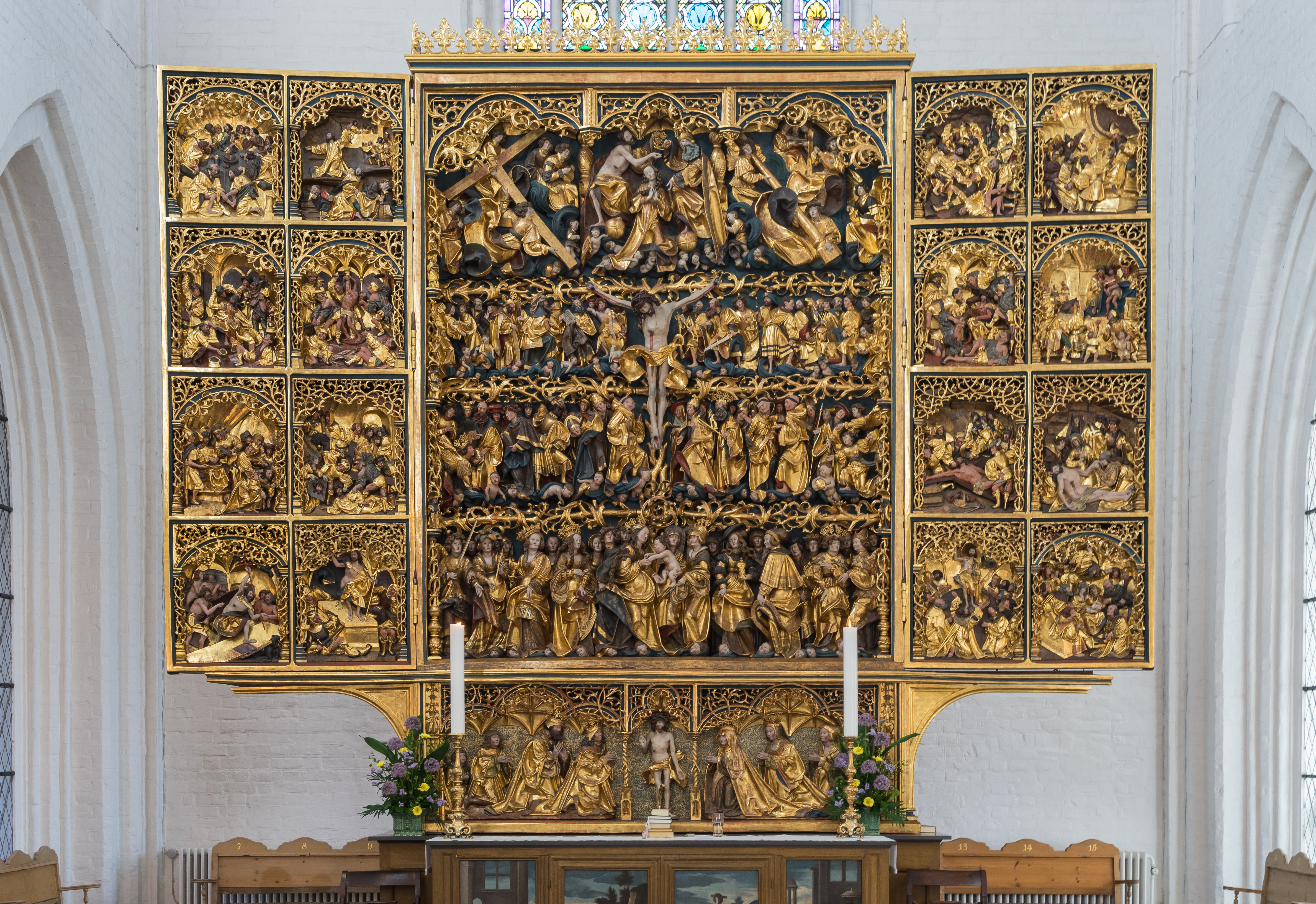
L'Autel sculpté par Claus Berg.
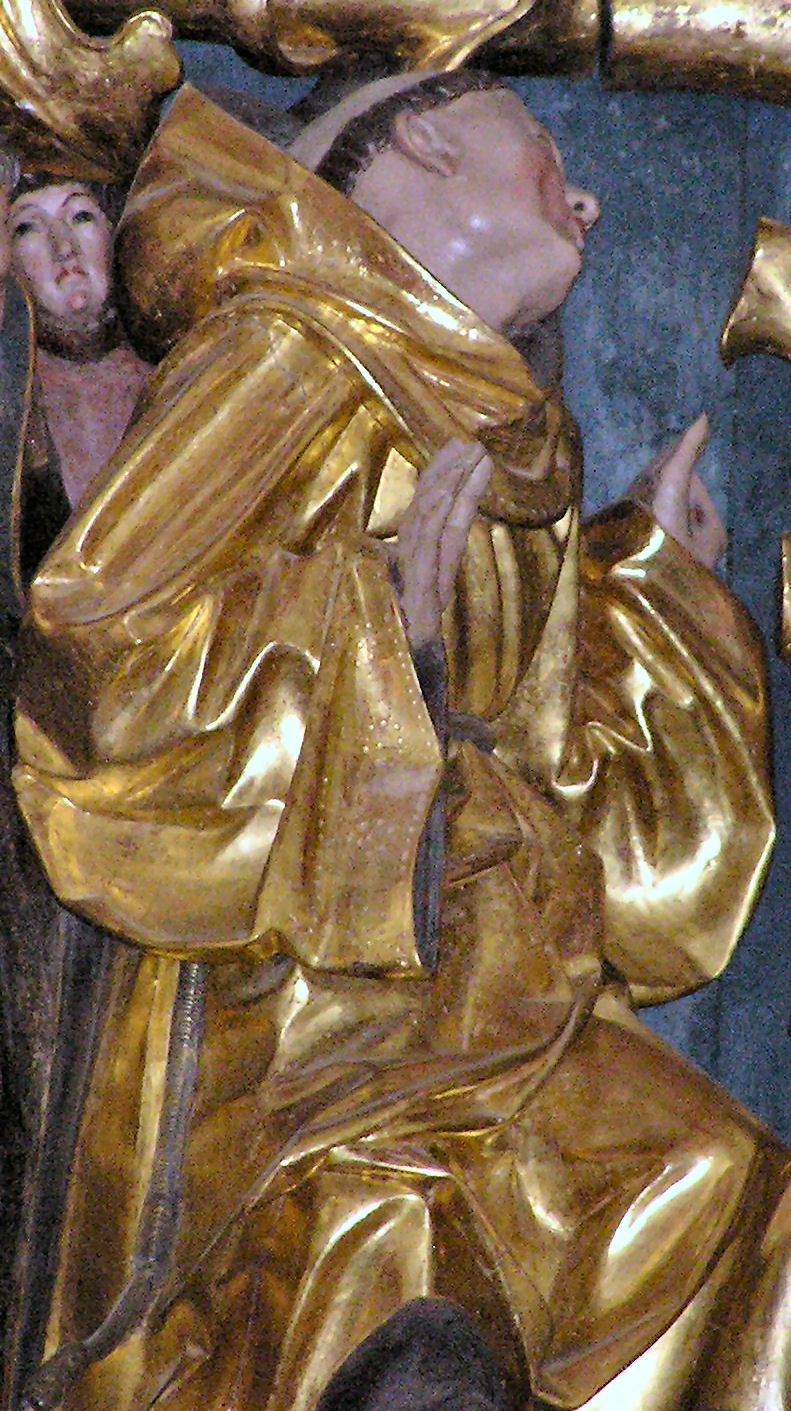
Détail de l'autel: peut-être une sculpture du moine Jacob Dacian.